# Vahan Mkhitaryan
Vahan Mkhitaryan, född 16 augusti 1996, är en armenisk simmare.
Mkhitaryan tävlade för Armenien vid olympiska sommarspelen 2016 i Rio de Janeiro, där han blev utslagen i försöksheatet på 50 meter frisim.